# 시모오가와역
시모오가와역(일본어: 下小川駅)은 일본 이바라키현 히타치오미야시에 위치한 동일본 여객철도 스이군선의 철도역이다. 상대식 승강장 2면 2선의 구조를 갖춘 지상역이다.

## 타는 곳
| (역사 측) | ■ 스이군선 | 하행 | 히타치다이고 · 이와키타나쿠라 · 고리야마 방면 |
| (반대 측) | ■ 스이군선 | 상행 | 히타치오미야 · 미토 방면                      |

## 역 주변
- 국도 제118호선
- 구지 강

## 역사
- 1925년 8월 15일 : 국유철도의 역으로서 개업.
- 1962년 10월 1일 : 화물 취급 폐지.
- 1983년 6월 1일 : 스이군선 CTC화에 의해 무인화. 교행 설비는 존재해, 개인 상점에서 승차권 발매를 위탁했던 간이위탁역이 됨.
- 1987년 4월 1일 : 일본국유철도 분할 민영화에 의해, 동일본 여객철도가 승계.
- 1992년 7월 31일 : 승차권의 간이위탁 발매의 수탁을 해제.
- 2004년 : 역사 컴팩트화가 철도건설협회상을 수상.

## 인접 역
| 스이군선           | 스이군선   | 스이군선               |
| ------------------ | ---------- | ---------------------- |
| 나카후뉴 미토 방면 | ■ 스이군선 | 사이가네 고리야마 방면 |